# Spiegeltelescoop

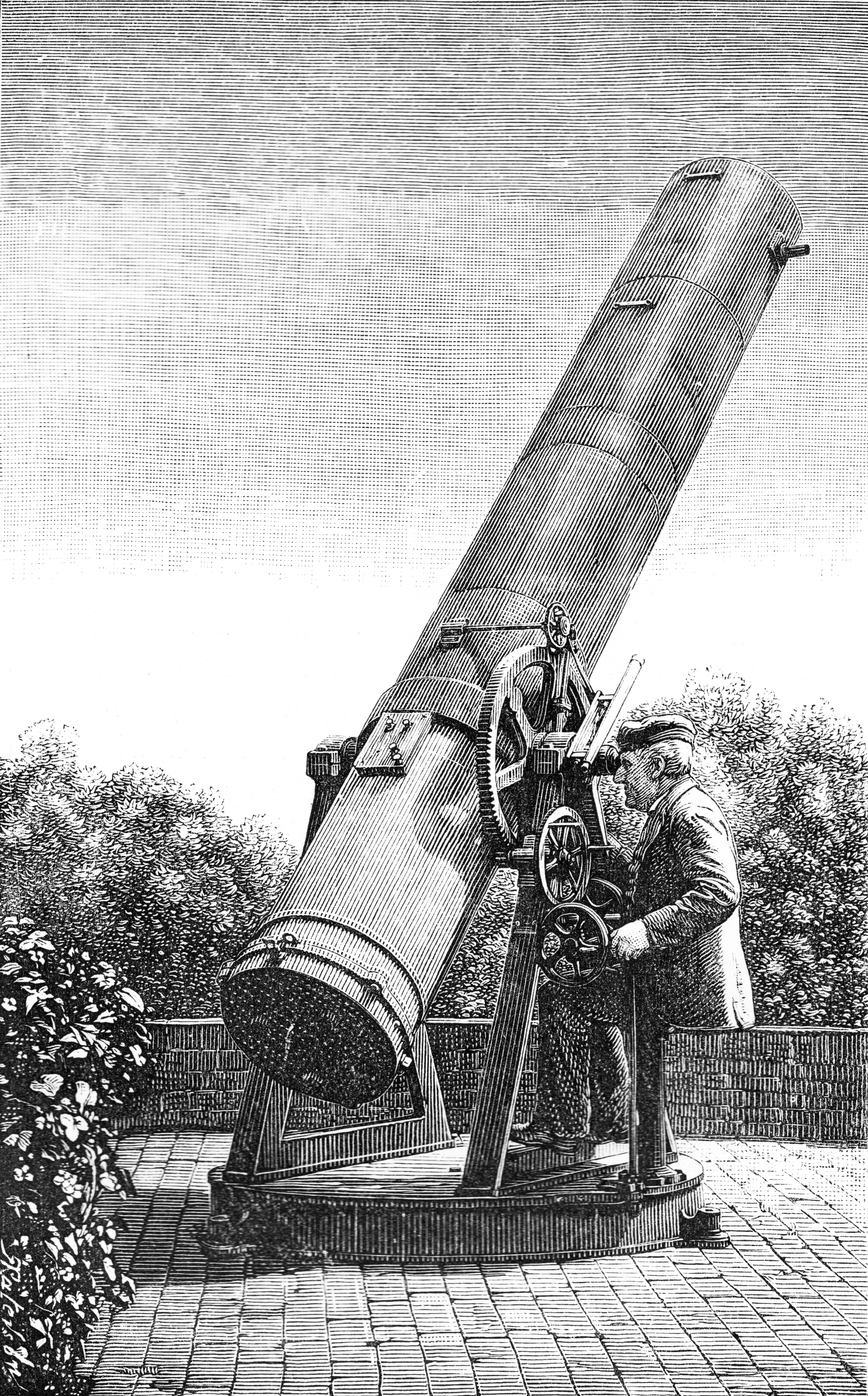
De telescoop van Nasmyth

Een spiegeltelescoop (of reflector) is een telescoop waarbij het objectief uit een hol gebogen spiegel bestaat in plaats van uit één of meerdere lenzen (zoals bij een refractor).

## Voordelen
Het gebruik van een spiegel heeft verschillende voordelen:
- Een spiegel heeft geen last van chromatische aberratie, doordat de lichtstralen nergens door materiaal hoeven te gaan. Daardoor is de spiegel geschikt voor een groot golflengtebereik.
- Een spiegel heeft minder oppervlakken die met grote precisie bewerkt hoeven te worden (de afwijking van de ideale vorm mag niet meer dan een fractie van de golflengte van het licht bedragen, in de grootteorde van 100 nm). Een lenzenkijker bevat minimaal twee lenzen, dus vier oppervlakken, terwijl een spiegelkijker meestal twee oppervlakken heeft.
- Een grote spiegel buigt iets door ten gevolge van de bewegingen die hij moet maken voor het volgen van het waar te nemen object. Omdat deze vervorming bekend is, kan de spiegelondersteuning er proactief voor compenseren. Men spreekt dan van actieve optiek.
- De ondersteuning kan adaptief gemaakt worden om beeldvervorming door de atmosferische turbulentie te compenseren (zie Adaptieve optiek). In de praktijk wordt bij grotere telescopen deze compensatie op de secundaire spiegel uitgevoerd.
- Bruikbare telescoopspiegels kunnen veel groter gemaakt worden dan lenzen, en een kleine spiegel is goedkoper dan een even grote lens. Dit komt onder andere ook doordat aan glassoorten voor lenzen veel hogere eisen moeten worden gesteld dan aan glas voor spiegels. Ter illustratie: de grootste refractor heeft een objectiefdiameter van ongeveer een meter, terwijl de grootste spiegeltelescopen 10 meter in diameter zijn en er nog grotere in aanbouw zijn.
- Door de gietvorm tijdens het gieten en het afkoelen te laten ronddraaien, zorgt de middelpuntvliedende kracht reeds voor een holle vorm van de spiegel. Daardoor hoeft er veel minder glas weggeslepen te worden, waardoor het slijpen sneller gaat en de productie goedkoper wordt.
- Heel grote spiegels kunnen uit meerdere segmenten opgebouwd worden.

## Nadelen
Er zijn ook wat nadelen:
- Het brandpunt van een spiegel ligt vóór de spiegel, dus binnen de lichtweg, zodat er speciale constructies nodig zijn.
- Deze speciale constructies blokkeren meestal een deel van het licht en geven daarmee soms extra beeldafwijkingen en contrastverlies.

Een consequentie is ook, dat er soms twee verschillende diameters voor de hoofdspiegel worden opgegeven. De werkelijke diameter – de grootste van de twee – bepaalt het scheidend vermogen. Daarnaast wordt ook wel een soort equivalente diameter opgegeven, die neerkomt op de diameter van een denkbeeldige cirkel die hetzelfde oppervlak heeft als het effectief lichtopvangende oppervlak van de spiegel (dus gecorrigeerd voor het geobstrueerde deel van het spiegeloppervlak). Deze equivalente diameter is bepalend voor de lichtsterkte.

## Verschillende constructies
Er zijn verschillende constructies mogelijk. In onderstaande diagrammen is steeds M1 de primaire spiegel of hoofdspiegel, M2 de secundaire spiegel of vangspiegel, F het brandpunt en C de corrector. Waar sprake is van ‘ellipsoïdisch’, ‘paraboloïdisch’ of ‘hyperboloïdisch’ wordt steeds de vorm van een omwentelingsellipsoïde, een omwentelingsparaboloïde resp. een omwentelingshyperboloïde bedoeld.
| Newtontelescoop | Newtontelescoop                                            |
| --- | ---------------------------------------------------------- |
| De Newtontelescoop heeft een paraboloïdische hoofdspiegel met een onder 45° geplaatste vangspiegel die het licht afbuigt naar een opzij van de telescoopbuis geplaatst oculair. Voor amateurs vrij eenvoudig zelf te bouwen. De bekende Haletelescoop – jarenlang de sterkste telescoop ter wereld – is ook een Newtontelescoop, maar deze kan ook zonder vangspiegel worden gebruikt. In dat geval wordt rond het brandpunt de waarnemerscabine geplaatst. Ook een radiotelescoop en een schotelantenne, evenals veel radarantennes, berusten – zij het bij een veel grotere golflengte – op dit principe; ook hier zit de ontvanger in het brandpunt. De vangspiegel bij de optische Newtontelescoop vormt een obstructie in de lichtweg en draagt daarmee bij aan licht- en contrastverlies. | Newtontelescoop                                            |
| Herscheltelescoop |                                                            |
| De Herscheltelescoop, genoemd naar de Duits-Britse astronoom William Herschel (1738-1822), is een variant van de Newtontelesoop waarbij de spiegel scheef staat. Hierdoor vormt de vangspiegel en/of de geen obstructie meer voor de stralengang. Deze telescoop kan in zekere zin als voorloper van de Kuttertelescoop worden beschouwd. N.B.: De hier beschreven Herscheltelescoop is een bepaald type telescoop en dient niet verward te worden met de William Herschel-telescoop in het Observatorium Roque de los Muchachos op de Canarische Eilanden. Deze laatste is van het Cassegrain-type. | Herscheltelescoop                                          |
| Gregoriaanse telescoop |                                                            |
| De Schotse wiskundige en astronoom James Gregory (1638-1675) ontwierp midden 17e eeuw een spiegeltelescoop met een holle paraboloïdische hoofdspiegel, die de bundel focusseert vóór de eveneens holle doch ellipsoïdische secundaire spiegel. Zijn eerste pogingen er een te bouwen, mislukten doordat hij geen goede opticien kon vinden om de spiegels te laten slijpen. Uiteindelijk werd de eerste door Robert Hooke gebouwd in 1673, waardoor Newton hem in 1668 voor was. Doordat beide spiegels hol zijn, geeft deze constructe een rechtop staand beeld. Deze Gregoriaanse telescoop (niet te verwarren met de Gregorytelescoop) is in feite achterhaald door de Cassegraintelescoop. Toch zijn de twee Magellan-telescopen op het Las Campanas-observatorium in Chili van het Gregoriaanse type. | Gregoriaanse telescoop                                     |
| Klassieke Cassegraintelescoop |                                                            |
| De klassieke Cassegraintelescoop heeft een paraboloïdische hoofdspiegel met een centraal gat erin, en een negatieve hyperboloïdische secundaire spiegel die het licht naar het achteraan geplaatste oculair terugkaatst. In verhouding tot zijn effectieve brandpuntsafstand kort van bouw, dankzij de zgn. teleconstructie die met deze negatieve secundaire spiegel wordt gerealiseerd. De Cassegraintelescoop is waarschijnlijk uitgevonden door de Franse priester en fysicus Laurent Cassegrain (ca. 1629-1693). | Cassegraintelescoop                                        |
| Kuttertelescoop |                                                            |
| De Kuttertelescoop, ook wel Schiefspiegler genoemd, werd in de jaren vijftig van de twintigste eeuw ontwikkeld door de Duitse werktuigbouwkundig ingenieur en filmregisseur Anton Kutter. Deze telescoop heeft een holle sferische hoofdspiegel en een bolle sferische secundaire spiegel die net naast de optische as is geplaatst; hij is hiermee in feite een afgeleide van de Cassegrainconstructie. Doordat de secundaire spiegel buiten de invallende lichtbundel naar de hoofdspiegel zit, zijn er geen obstructies die de lichtopbrengst verminderen of storende diffractieartefacten veroorzaken. Het oculair bevindt zich ongeveer naast de hoofdspiegel. Door zijn grote brandpuntsafstand en relatief lange openingsverhouding vooral geschikt voor sterke vergrotingen van heldere objecten, zoals de maan en de planeten. Hij is ook veel lichter dan bijvoorbeeld een refractor met dezelfde brandpuntsafstand. Voor amateurs niet eenvoudig zelf te bouwen ondanks diverse beschrijvingen. De toleranties waaronder de spiegels dienen te staan luisteren zeer nauw. Het maken van de spiegels zelf is echter relatief eenvoudig omdat die gewoon sferisch zijn. De Kuttertelescoop is desondanks niet zo’n populair instrument geworden. | Kuttertelescoop                                            |
| Ritchey-Chrétientelescoop |                                                            |
| De Ritchey-Chrétientelescoop is rond 1910 ontwikkeld door de Amerikaanse astronoom George Willis Ritchey (1864–1945) en zijn Franse collega Henri Chrétien (1879–1956). Het is een van de moderne Cassegrain-afgeleiden, waarbij zowel de hoofd- als de secundaire spiegel hyperboloïdisch zijn. Doordat deze dezelfde maar tegengesteld gerichte kromming hebben, worden astigmatisme en beeldveldwelving gecompenseerd. Hij is vrij van derde-ordecoma en sferische aberratie, maar heeft nog wel vijfde-ordecoma. Compacte constructie en groot beeldveld, maar duur en gecompliceerd om te maken. Wordt wel veel toegepast bij grote professionele telescopen, zoals de ruimtetelescoop Hubble en de vier 8,2m-telescopen van de Very Large Telescope van de ESO op het Paranal-observatorium in Chili. | Ritchey-Chrétientelescoop (beide spiegels hyperboloïdisch) |
| Dobsontelescoop |                                                            |
| De Dobsontelescoop is in wezen een met zeer eenvoudige middelen geconstrueerde, en dus voor amateurs betaalbare, telescoop, meestal van het Newton-type. Ook de montering is eenvoudig. Hij biedt vooral amateurs de mogelijkheid om vrij grote telescopen te gebruiken. Nadeel is dat dit een speciaal volgsysteem vereist om hemellichamen te volgen voor astrofotografie. Met de huidige naar verhouding goedkope computers en microprocessors is ook dat wel te doen voor een amateur. Voor iets minder nauwkeurig volgen kan er ook een zogeheten volgplatform gebruikt worden die redelijk makkelijk te maken is. Het nadeel is dat zo'n volgplatform om het uur even gereset moet worden en daarom het object weer uit beeld verdwijnt. | Twee Dobsontelescopen                                      |
| Vloeibarespiegeltelescoop |                                                            |
| Een geheel ander principe wordt gevolgd door de vloeibarespiegeltelescoop of vloeibaarmetaaltelescoop. Hier draait een cilindrische bak met een vloeibaar metaal met een constante snelheid rond, waardoor het oppervlak de vorm van een omwentelingsparaboloïde aanneemt. Als telescoop kan deze alleen op het zenit gericht zijn, hetgeen voor bepaalde categorieën van onderzoek geen bezwaar hoeft te zijn. Een voorbeeld is de Large Zenith Telescope. |                                                            |
| Catadioptrische telescopen |                                                            |
| Combinaties van lenzen en spiegels worden vaak gemakshalve ook spiegeltelescopen genoemd. Eigenlijk is dit een onjuiste benaming. Correcter is om te spreken van catadioptrische telescopen. Er zijn volle-apertuurcorrectoren, die de volledige diameter van de tubus gebruiken (Maksoetov, Schmidt), en subapertuurcorrectoren, die een kleinere diameter hebben (Klevtsov, Argoenov). De bekendste correctors zijn: |                                                            |
| Schmidtcorrector | Schmidt-Cassegraintelescoop                                |
| De Schmidttelescoop is een sferische hoofdspiegel, met een door Bernhard Schmidt ontwikkelde dunne, speciaal gevormde vierde-ordecorrectieplaat ervoor. De plaat dient om de sferische aberratie te corrigeren. De eerste uitvoeringen van dit type waren groothoekcamera's. Deze werden Schmidtcamera’s genoemd, waarbij de film in het hoofdbrandvlak wordt geplaatst. Voor visuele waarnemingen wordt vaak een secundaire spiegel toegevoegd om tot een Schmidt-Newton- of een Schmidt-Cassegrainontwerp te komen. | Schmidt-Cassegraintelescoop                                |
| Maksutovcorrector | Maksutov-Cassegraintelescoop                               |
| De Maksutovtelescoop is een sferische hoofdspiegel met een vrij dikke, diep doorgebogen meniscuslens ervoor. De Maksutovcorrector is ontwikkeld door Dmitri Maksutov, omdat de vierde-ordeoptiek van een Schmidtcorrector moeilijk te fabriceren is. De Maksutovcorrector is wel sferisch, maar door de sterke kromming en hoge nauwkeurigheidseisen is hij moeilijk zelf te maken. Wordt veelal gebruikt met een secundaire spiegel volgens het Cassegrainontwerp; in dat geval spreekt men wel van een Maksutov-Cassegraintelescoop. Ook van de Maksutovtelescoop bestaan cameraversies en varianten voor visuele waarneming. Een soortgelijk ontwerp is gemaakt door Albert Bouwers voor gebruik als röntgencamera. | Maksutov-Cassegraintelescoop                               |
| Klevtsov-Cassegraintelescoop | Klevtsov-Cassegraintelescoop                               |
| De Klevtsov-Cassegraintelescoop, of kortweg Klevtsovtelescoop, is oorspronkelijk ontwikkeld door G. I. Popov en praktisch uitgevoerd door Joeri A. Klevtsov. Het is een catadioptrische variant van de klassieke Cassegraintelescoop. Alle optische oppervlakken zijn sferisch of bijna sferisch. De secundaire spiegel is een Manginspiegel met een correctielens ervóór geplaatst. Een voordeel is onder meer dat door de open voorzijde de temperatuur binnen het instrument zich sneller stabiliseert. Het gewicht van de secundaire spiegel vormt hier geen beperking voor de constructie, zoals bij de veel grotere Maktsutovcorrector. Nadeel is dat de secundaire spiegel met ophangingssteunen bevestigd moet worden, wat tot diffractieartefacten leidt. Ook kan een goede correctie van aberraties lastig zijn ten gevolge van het grotere aantal optische oppervlakken. | Klevtsov-Cassegraintelescoop                               |
| Argoenov-Cassegraintelescoop | Argoenov-Cassegraintelescoop                               |
| De Argoenov-Cassegraintelescoop, in 1972 ontwikkeld door P.P. Argoenov, is een variant op de Klevtsov-Cassegraintelescoop. De corrector bestaat uit twee lenzen en een Manginspiegel. Alle optische oppervlakken zijn sferisch. | Argoenov-Cassegraintelescoop                               |
| Gregory-Maksutovtelescoop | Gregory-Maksutovtelescoop                                  |
| John F. Gregory verving de aparte secundaire spiegel van de Maksutovtelescoop door een cirkelvormig gealuminiseerd gedeelte achter op de Maksutovcorrector. Deze constructie – ook wel de Gregorytelescoop wordt genoemd, maar dat geeft verwarring met Gregoriaanse telescoop –, was veel goedkoper te vervaardigen, maar men verloor er wel twee vrijheidsgraden mee, namelijk de sterkte (kromming) van de secundaire spiegel (die nu gedicteerd wordt door de kromming van de achterzijde van de Maksutovcorrector) en de positie ervan. | Gregory-Maksutovtelescoop                                  |
| Rumaktelescoop | Rumaktelescoop                                             |
| Bij de Maksutovtelescoop wordt de secundaire spiegel apart opgehangen. De ophangingssteunen hiervan kunnen, net als bij de Newton- en de Cassegraintelescoop, door diffractie straalvormige lichtstrepen (zgn. optische artefacten) vanuit het midden van het sterbeeld veroorzaken. Harrie Rutten bevestigde daarom de secundaire spiegel aan de achterzijde van de Maksutovcorrector. Deze variant wordt wel de Rutten-Maksutovtelescoop of kortweg Rumaktelescoop genoemd. De beperkingen van de Gregory-Maksutovtelescoop (kromming en positie van secundaire spiegel door constructie gedicteerd) treden hier niet op. | Rumaktelescoop                                             |
| Houghtontelescoop |                                                            |
| In 1941 werd aan James Houghton (van Kodak) octrooi verleend voor het naar hem genoemde Houghton-spiegelobjectief, dat ook als telescoop gebruikt kan worden. Het bevat alleen sferische oppervlakken en heeft twee of drie correctielenzen die voor de spiegel zitten. Deze corrector lijkt qua werking op de meniscuscorrector van Maksoetov en asferische corrector van Schmidt. Hij is afocaal (heeft per saldo géén brandpunt en heeft dus een sterkte 0) en heeft weinig chromatische aberratie. Wel heeft hij sferische aberratie en coma, maar deze compenseren de overeenkomstige beeldfouten van de spiegel. In tegenstelling tot de correctoren volgens Schmidt en Maksoetov zijn zij eenvoudig te vervaardigen. Deze correctoren kunnen zowel voor Newtontelescopen als voor Cassegraintelescopen worden gebruikt. Eveneens in 1941 kregen Robert Richter en Hermann Slevogt (van Carl Zeiss) een patent voor een vergelijkbaar systeem. Daardoor is dit sysyeem ook bekend onder de naam Richter-Slevogttelescoop. |                                                            |
| Baker-Nunncamera |                                                            |
| De Baker-Nunncamera is gebaseerd op de drielenzige versie van de Houghtoncorrector, maar met asferische oppervlakken en speciale glassoorten. |                                                            |
| Lurie-Houghtontelescoop |                                                            |
| De Lurie-Houghtontelescoop is gebaseerd op de tweelenzige versie van de Houghtoncorrector, maar heeft een stralengang als in de Newtontelescoop. |                                                            |

## Brandpunt
Daar bij een spiegel het brandpunt vóór de spiegel ligt, wordt de stralengang gehinderd door de waarnemingsinstrumenten die in het brandpunt geplaatst moeten worden. Daarom wordt meestal een voorziening getroffen om het brandpunt buiten de bundel te krijgen. Afgezien van oplossingen met een schuin geplaatste hoofd- en secundaire spiegel (Herschel, Kutter) kan men nog onderscheiden:

### Hoofdbrandpunt
Bij voldoend grote hoofdspiegels kunnen waarnemingsinstrumenten rond het primaire of hoofdbrandpunt worden geplaatst. Door de grote opening komt er toch voldoende licht binnen. Een bekend voorbeeld is de 5m-Haletelescoop van het Palomar-observatorium.
Ook veel radiotelescopen en satellietschotels werken volgens dit principe. In het brandpunt van de spiegel zit een soort antenne, die de signalen opvangt. Hetzelfde geldt voor veel radarantennes, zij het dat daar de signalen in het brandpunt meestal worden opgevangen door een golfpijp.

### Cassegrainbrandpunt
In geval van een Cassegraintelescoop – of een verwant systeem, zoals Ritchey-Chrétien, Maksoetov, etc. – beeldt de secundaire spiegel het brandpunt van de hoofdspiegel af in het Cassegrainbrandpunt.

### Nasmythbrandpunt
James Nasmyth, een Schotse ingenieur en uitvinder (1808-1890), breidde de Cassegrainconstructie uit met een vlakke spiegel onder een hoek van 45°, vergelijkbaar met die in de Newtontelescoop. Men spreekt dan ook wel van een Nasmyth-Cassegraintelescoop. Ook bij de Very Large Telescope van de ESO wordt voor bepaalde waarnemingsinstrumenten met Nasmythbrandpunten gewerkt.

### Coudébrandpunt
Waarnemingsinstrumenten in het hoofdbrandpunt of in het Nasmythbrandpunt moeten meebewegen als de telescoop een hemellichaam volgt. Vooral bij zware instrumenten, zoals spectrografen, kan dit lastig zijn. De coudéoplossing gaat uit van de Nasmythmethode, maar nu wordt aan de 45°-spiegel nog een zodanige optiek toegevoegd dat de uittredende bundel door een van de assen (gewoonlijk de declinatieas) van de montering loopt, veelal naar een andere ruimte. De waarnemingsapparatuur kan nu stationair blijven.

## Moderne ontwikkelingen
Modernere grote spiegeltelescopen maken vaak gebruik van actieve optiek om de vervormingen van de spiegel ten gevolge van zijn bewegingen te corrigeren. Mede hierom, maar ook om veel grotere spiegels te kunnen realiseren, worden de spiegels meestal opgebouwd uit afzonderlijke segmenten, bijvoorbeeld zeshoeken.
Daarnaast gebruiken zij vaak adaptieve optiek, die compenseert voor storingen ten gevolge van atmosferische turbulentie.

## Zelfbouw
Het zelf slijpen van een telescoopspiegel is voor een amateur redelijk te doen. Omdat de controle op juiste vorm voor een sferische of paraboloïdische spiegel met vrij eenvoudige middelen uit te voeren is, zijn typen met dergelijke spiegels, vooral de Newton, goed haalbaar in afmetingen rond 150 mm.

## Afbeeldingen

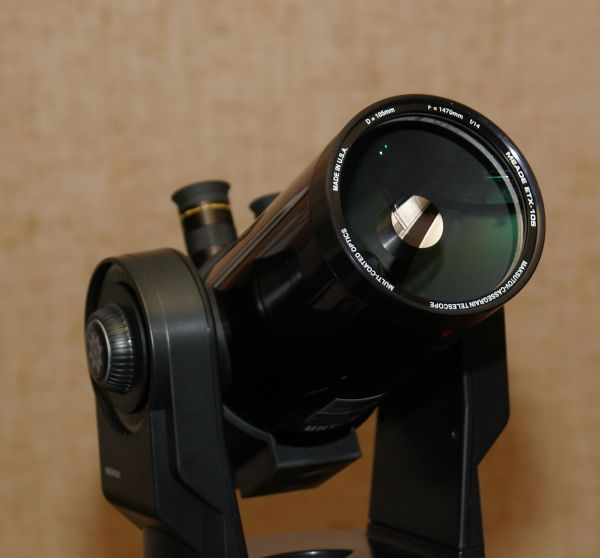
Maksoetov-spiegeltelescoop (Meade ETX105, objectiefdiameter 105 mm, brandpuntsafstand 1400 mm)
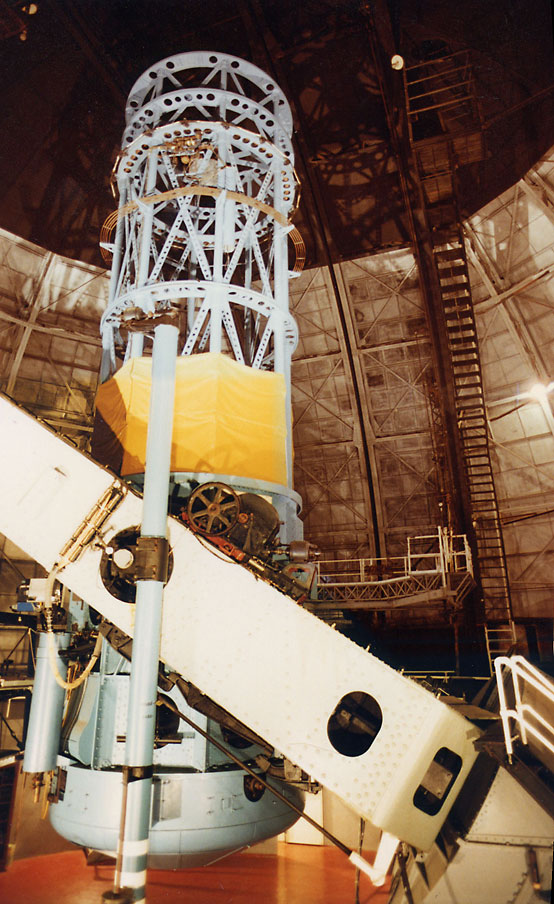
De 2,5m-Hookertelescoop van Mount Wilson Observatory
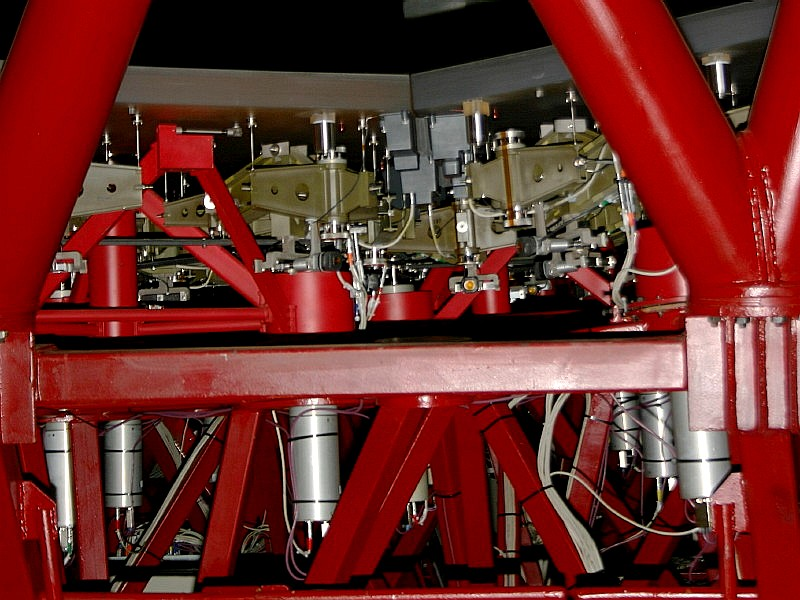
Actuatoren van de active optiek van de Gran Telescopio Canarias
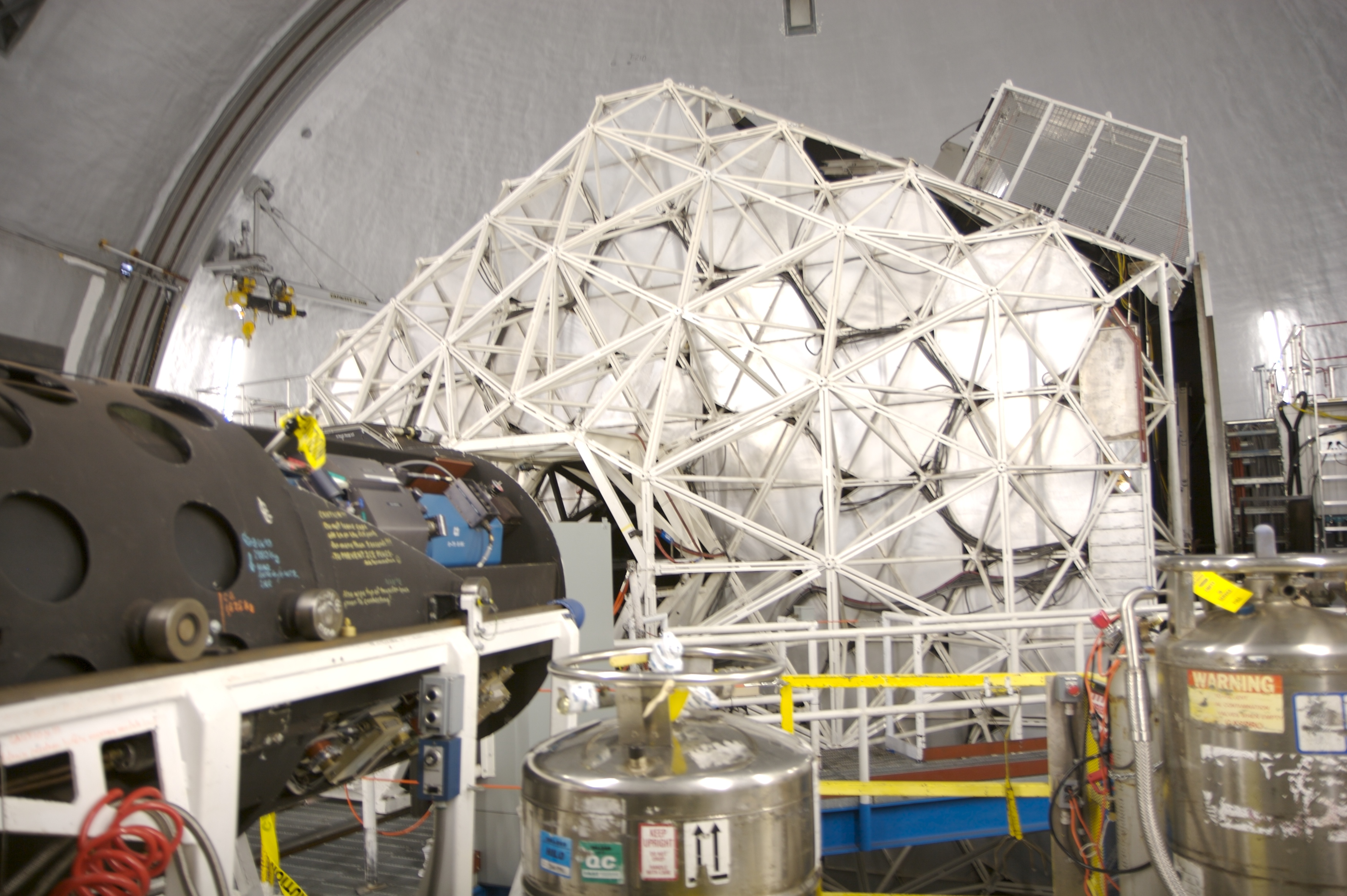
Achterzijde van de hoofdspiegel van een van de Keck-telescopen op Mauna Kea, Hawaï. Duidelijk is hier de opbouw uit hexagonale segmenten te zien.